# Твардзик, Дэйв
Дэвид Джон «Дэйв» Твардзик (англ. David John "Dave" Twardzik; род. 20 сентября 1950 года в Херши, Пенсильвания, США) — американский профессиональный баскетболист и тренер, играл в Американской баскетбольной ассоциации, отыгравший четыре из девяти сезонов её существования, а также ещё четыре сезона в Национальной баскетбольной ассоциации. Чемпион НБА в сезоне 1976/1977 годов в составе команды «Портленд Трэйл Блэйзерс».

## Ранние годы
Дэйв Твардзик родился 20 сентября 1950 года в городе Херши (штат Пенсильвания), учился немного южнее в городке Мидлтаун в одноимённой средней школе, в которой играл за местную баскетбольную команду.

## Статистика

### Статистика в НБА
| Сезон                                                                                    | Команда  | Регулярный сезон | Регулярный сезон | Регулярный сезон | Регулярный сезон | Регулярный сезон | Регулярный сезон | Регулярный сезон | Регулярный сезон | Регулярный сезон | Регулярный сезон | Регулярный сезон | Серия плей-офф | Серия плей-офф | Серия плей-офф | Серия плей-офф | Серия плей-офф | Серия плей-офф | Серия плей-офф | Серия плей-офф | Серия плей-офф | Серия плей-офф | Серия плей-офф |
| Сезон                                                                                    | Команда  | GP               | GS               | MPG              | FG%              | 3P%              | FT%              | RPG              | APG              | SPG              | BPG              | PPG              | GP             | GS             | MPG            | FG%            | 3P%            | FT%            | RPG            | APG            | SPG            | BPG            | PPG            |
| ---------------------------------------------------------------------------------------- | -------- | ---------------- | ---------------- | ---------------- | ---------------- | ---------------- | ---------------- | ---------------- | ---------------- | ---------------- | ---------------- | ---------------- | -------------- | -------------- | -------------- | -------------- | -------------- | -------------- | -------------- | -------------- | -------------- | -------------- | -------------- |
| 1976/77                                                                                  | Портленд | 74               |                  | 26,2             | 61,2             |                  | 84,2             | 2,7              | 3,3              | 1,7              | 0,2              | 10,3             | 14             |                | 25,3           | 59,1           |                | 72,9           | 1,7            | 2,8            | 1,1            | 0,1            | 10,9           |
| 1977/78                                                                                  | Портленд | 75               |                  | 24,3             | 59,2             |                  | 78,2             | 1,8              | 3,3              | 1,4              | 0,1              | 8,9              | 6              |                | 18,0           | 47,8           |                | 100,0          | 0,7            | 1,8            | 1,2            | 0,0            | 6,0            |
| 1978/79                                                                                  | Портленд | 64               |                  | 24,5             | 53,3             |                  | 87,3             | 1,9              | 2,8              | 1,3              | 0,1              | 10,4             | 3              |                | 25,7           | 50,0           |                | 91,7           | 2,3            | 3,3            | 1,7            | 0,0            | 8,3            |
| 1979/80                                                                                  | Портленд | 67               |                  | 23,8             | 46,4             | 57,1             | 78,2             | 2,3              | 4,1              | 1,1              | 0,0              | 8,5              | 2              |                | 10,0           | 25,0           | -              | -              | 2,0            | 1,0            | 1,0            | 0,0            | 1,0            |
|                                                                                          | Всего    | 280              |                  | 24,7             | 55,2             | 57,1             | 82,3             | 2,2              | 3,4              | 1,4              | 0,1              | 9,5              | 25             |                | 22,4           | 55,2           | -              | 80,0           | 1,6            | 2,5            | 1,2            | 0,1            | 8,6            |
| Наведите курсор мыши на аббревиатуры в заголовке таблицы, чтобы прочесть их расшифровку. |          |                  |                  |                  |                  |                  |                  |                  |                  |                  |                  |                  |                |                |                |                |                |                |                |                |                |                |                |